# Pterolophia albomarmorata
Pterolophia albomarmorata là một loài bọ cánh cứng trong họ Cerambycidae.